# Ferdinand Meister
Ferdinand Meister (* 29. November 1828 in Eisenach; † 12. Oktober 1915 in Breslau) war ein deutscher Klassischer Philologe und Gymnasiallehrer. Er unterrichtete an Gymnasien in Eisenach, Weimar, Liegnitz und von 1861 bis 1899 am Maria-Magdalenen-Gymnasium in Breslau.

## Leben und Werk
Ferdinand Meister, der Sohn des Rentners Johann Friedrich Meister, besuchte das Gymnasium zu Eisenach und studierte nach der Reifeprüfung von 1846 bis 1850 Klassische Philologie in Jena und Leipzig. Während seines Studiums wurde er 1846 Mitglied der Burschenschaft Teutonia Jena. Ab 1850 unterrichtete er an der von Karl Volkmar Stoy geleiteten Privatschule. 1853 wurde er in Jena zum Dr. phil. promoviert. 1855 ging er als Hilfslehrer an das Gymnasium zu Eisenach. 1857 wechselte er nach Weimar, 1858 als Zivil-Inspektor an die Ritterakademie in Liegnitz.
Seine Lebensstellung erreichte Meister 1861 am Maria-Magdalenen-Gymnasium in Breslau, wo er (gleichzeitig mit seinem Freund Rudolf Peiper) zum Kollaborator ernannt wurde. Ein Jahr später heiratete er Peipers Schwester Theone (1842–1924). 1868 wurde Meister zum Oberlehrer ernannt, 1883 erhielt er den Professorentitel. 1899 trat er in den Ruhestand. Nach seinem Tod im Alter von 86 Jahren wurde er in Eisenach beigesetzt.
Neben dem Schuldienst fand Meister Zeit zu wissenschaftlicher Arbeit, die er besonders den lateinischen Autoren Quintilian, Dares Phrygius und Dictys Cretensis widmete. Nach textkritischen und exegetischen Vorarbeiten, die er in Schulprogrammen und Zeitschriften veröffentlichte, gab er 1872 eine kritische Edition des Dictys und 1873 eine des Dares heraus. Diese Editionen basierten auf intensivem Studium der bekannten Handschriften und blieben lange in Gebrauch. Eine neue Edition des Dictys veröffentlichte Werner Eisenhut 1958; eine neuere kritische Edition des Dares gibt es dagegen bis heute nicht.
Darüber hinaus veröffentlichte Meister 1882 einen Kommentar zum 10. Buch von Quintilians Institutio oratoria und 1886–1887 eine kritische Edition des gesamten Werks, für die er fast 30 Jahre lang Material gesammelt hatte. Meisters Textgestaltung und kritische Prinzipien bildeten die Grundlage für die spätere kritische Ausgabe Ludwig Radermachers (2 Bände, 1907–1935).

## Schriften (Auswahl)
- Quaestiones Quintilianeae. Liegnitz 1860 (Schulprogramm)
- Quaestionum Quintilianearum pars secunda. Liegnitz 1865 (Schulprogramm)
- Ueber Dares von Phrygien, de excidio Troiae historia. Breslau 1871 (Schulprogramm)
- Dictys Cretensis ephemeridos belli Troiani libri sex. Leipzig 1872
- Daretis Phrygii de excidio Troiae historia. Leipzig 1873. Nachdruck Leipzig 1991
- Sammlung deutscher Gedichte für höhere Lehranstalten. Leipzig 1873
- Die ersten 25 Jahre des wissenschaftlichen Vereins in Breslau, 1852–1877. Breslau 1877
- M. Fabii Quintiliani institutionis oratoriae liber decimus. Erklärt von Eduard Bonnell. 5. Auflage, besorgt von Ferdinand Meister, Berlin 1882. Neuausgabe, Leipzig/Wien 1920
- M. Fabi Quintiliani institutionis oratoriae libri duodecim. 2 Bände, Leipzig/Prag 1886–1887
- Stipendien und Unterstützungen in Breslau. Für die Mitglieder des Breslauer Bezirks-Vereins zusammengestellt. Breslau 1889
- Zur 50jährigen Jubelfeier des Wissenschaftlichen Vereins in Breslau am 29. November 1902. Breslau 1903
- Öffentliche Denkmäler und Erinnerungszeichen in Breslau. Breslau 1910. 2. Auflage, Breslau 1913